# Grande Sejm

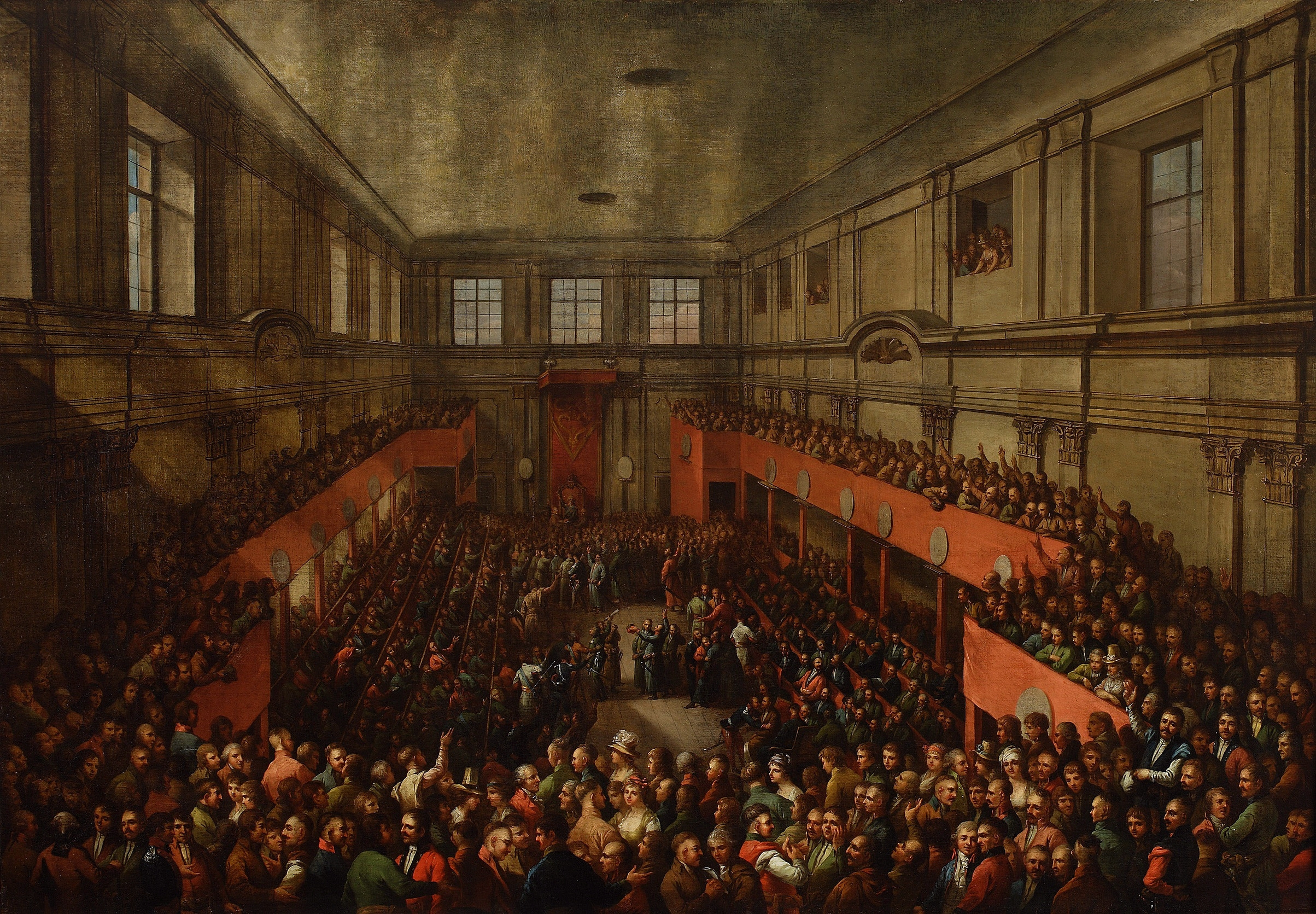
A "Grande" ou Sejm de quatro anos de 1788–1792 adotou a Constituição de 3 de maio no Castelo Real de Varsóvia (reconstruída nos anos de 1970 após sua deliberada destruição pelos alemães na Segunda Guerra Mundial).

A Grande Sejm, também conhecida como Sejm de quatro anos (polonês: respectivamente, Sejm Wielki ou Sejm Czteroletni) foi uma Sejm da República das Duas Nações que aconteceu em Varsóvia, iniciada em 1788. Seu objetivo foi o de restaurar a soberania e reformar a República, política e economicamente. Sua maior contribuição foi a adoção em 1791 da Constituição de 3 de maio. As reformas instituídas pela Grande Sejm foram anuladas pela Confederação Targowica e a intervenção do Império Russo.

## História
A intenção de Catarina II da Rússia, que tratava a República das Duas Nações como um  estado vassalo, era a de que a Sejm autorizasse a formação de um forte força militar com cerca de 100.000 homens para ajudar o Império Russo em sua recente guerra contra o Império Otomano. Por causa disso esta foi uma sejm confederada — imune ao liberum veto.
Porém, como a Rússia estava ocupada com as guerras (contra os otomanos e mais tarde contra os suecos), a Sejm passou a tratar de suas reformas políticas. Em 1790 a Polônia assinou uma aliança de defesa com a Prússia, onde os membros do acordo se comprometiam a uma ajuda mútua no caso de um dos países ser invadido pelo Império Russo.
Desde o início de suas deliberações na Varsóvia, a Sejm foi acompanhada por uma crescente publicidade e interesse de toda a população, uma das manifestações mais famosas foi a "procissão negra" dos burgueses reivindicando mais igualdade com a nobreza (szlachta). A Sejm foi significativamente afetada pelos acontecimentos na França — Revolução Francesa, onde demandas para reformas semelhantes derrubaram a monarquia absolutista de Luís XVI. Assim o movimento pró-reforma encontrou forte oposição de muitos magnatas poloneses e da rica nobreza, que usufruíam os atuais benefícios do status quo e dos representativos vizinhos da Polônia (Áustria, Prússia e Rússia) que preferiam ter uma fraca Polônia em suas fronteiras. 
No entanto o movimento da favor das reformas cresceu em força e o Partido Patriótico formado em torno do rei (Stanisław August Poniatowski), ganhou apoio dos magnatas mais liberais e, desde 1790, do Partido Família dos Czartoryski. Os mais radicais dentre os que defendiam a reforma foram os jacobinos poloneses.
A Sejm aboliu o Conselho Permanente e desde 1790 foi dominado pelo rei pró-reformista e seus partidários políticos. Muitas comissões foram formadas para cuidar das finanças, economia e militarismo. O exército foi aumentado para 100.000 homens (embora os problemas financeiros logo o forçaram a diminuir para 65.000).
A maior realização da Sejm foi a declaração da Constituição de 3 de maio. Ela foi idealizada para reparar defeitos políticos há muito tempo existentes na federativa República das Duas Nações e sua Liberdade dourada. A Constituição introduziu a igualdade política entre as "pessoas comuns" e a nobreza (szlachta) e colocou os camponeses sob a proteção do governo, para desse modo atenuar os piores abusos da servidão. A Constituição aboliu perniciosas instituições parlamentares como, por exemplo, o liberum veto, que havia colocado a sejm a mercê de qualquer deputado que pudesse votar, ou ser subornado por um interesse ou força estrangeira, desfazendo toda a legislação que tivesse sido aprovada por aquela sejm. A Constituição de 3 de maio buscou suplantar a anarquia existente nutrida por alguns dos magnatas reacionários do país, com uma monarquia constitucional igualitária e democrática.	 
A adoção da constituição foi um parcial golpe de estado. Os defensores da Constituição, temendo a reação violenta do Partido Moscovita, que era contrário à reforma (também conhecido como o "partido dos Hetmans", assim chamado pelo fato dele ser conduzido pelos hetmans, os comandantes militares) e aproveitando a ausência de muitos deputados da oposição que ainda estavam no recesso da Páscoa, anteciparam em dois dias o debate sobre o Ato do Governo marcado inicialmente para o dia 5 de maio. O debate resultante e a adoção do Ato do Governo estiveram muito longe do padrão: muitos deputados a favor da reforma chegaram mais cedo e em segredo. Os guardas reais foram posicionados no Castelo Real onde a Sejm estava reunida, para impedir que adeptos dos moscovitas interrompessem os procedimentos. A Constituição ("Ato do Governo") foi lida e aprovada pela esmagadora maioria, para o entusiasmo da massa popular reunida do lado de fora.
A Sejm foi dissolvida em 29 de maio de 1792. As reformas da Grande Sejm foram derrubadas pela Confederação Targowica e a intervenção do Império Russo. A Constituição polonesa de 3 de maio de 1791, vigorou apenas catorze meses e três semanas.

## Membros
Importantes participantes na Grande Sejm:
Partido Patriótico
- Rei Stanislaw August Poniatowski
- Stanisław Małachowski, Presidente da Sejm (Polônia)
- Kazimierz Nestor Sapieha, Presidente da Sejm (Lituânia)
- Hugo Kołłątaj
- Ignacy Potocki
- Stanisław Staszic
- Scipione Piattoli
- Józef Wybicki
- Antoni Barnaba Jabłonowski
- Eustachy Erazm Sanguszko
- Stanisław Sołtyk
- Tomasz Sołtyk
- Ignacy Wyssogota Zakrzewski
- Stanisław Mokronowski
- Jacek Jezierski
- Józef Zajączek
- Kazimierz Krasiński
- Stanisław Kostka Potocki
- Adam Kazimierz Czartoryski
- Roman Ignacy Potocki

Partido Moscovita:
- Karol Stanisław "Panie Kochanku" Radziwiłł
- Stanisław Szczęsny Potocki
- Franciszek Ksawery Branicki (Grão-Hetman)
- Seweryn Rzewuski (Hetman de Campo)
- Franciszek Grocholski

Outros
- Michał Jerzy Mniszech
- Adam Naruszewicz